# Mullsjö AIS
Mullsjö AIS är en innebandyklubb i Mullsjö i Sverige. Klubben benämns ofta med förkortningen MAIS (uttalat majs). Föreningen bildades den 1 november 1989 av ett kompisgäng från Mullsjö missionskyrka. Första säsongen hade man träningar i en gymnastikhall tillhörandes Mullsjö folkhögskola. Ett år senare hade föreningen växt och upptagit ytterligare ett kompisgäng. Föreningens första matchställ var ljusblått med ett grönt bortaställ.
Mullsjö AIS herrlag bytte namn till Hide-a-lite Mullsjö AIS inför säsongen 2006/2007 efter ett treårskontrakt med sponsorn Electro Elco. I september 2014 återgick man dock till namnet Mullsjö AIS för herrlaget, vilket berodde på en indragen namnlicens. MAIS förlängde trots detta sponsoravtalet med Electro Elco.
Laget vann säsongen 2007/2008 Division 1 södra och avancerade den 2 mars 2008 till Sveriges högsta division i innebandy för herrar, Svenska superligan. Sessionen i Superligan blev bara ettårig men säsongen 2010/2011 återkom Mullsjö till Superligan. Under hösten 2008 påbörjades bygget av Nyhemshallen som blev Mullsjö AIS hemmaarena. Hallen invigdes i februari 2009 med en match mellan Mullsjö och Helsingborg.
År 2008 bildades supporterföreningen Blue Farmers. Förutom herrlaget har Mullsjö AIS en stor ungdomsverksamhet med drygt 200 aktiva spelare. Flera juniorer har blivit stora talanger och elitseriespelare. År 2010 köpte Mullsjö AIS spelaren Roger Gerber från Schweiz. Mullsjös nuvarande tränare är Andreas Hedlund efter att Andreas Elf gjorde en kort comeback i klubben

## Spelare från Mullsjö AIS
- Martin Hedlund (SSL)
- Andreas Elf (SSL, Svenska landslaget)
- Andreas Hedlund (Schweiz, elitserien, Svenska landslaget)
- Per Svensson (Elitserien, Svenska landslaget)
- Alexander Bergström (Svenska U19-landslaget)
- David Gillek (Elitserien, Svenska landslaget)
- Mats Pettersson (Svenska U19-landslaget)
- Anton Lindkvist (Elitserien, Svenska U-19 landslaget)
- Kasper Hedlund (Superligan, Svenska landslaget)
- Joel Ingesson (SSL)